# Cedeño (khu tự quản)
Cedeño là một khu tự quản thuộc bang Bolívar, Venezuela. Thủ phủ của khu tự quản Cedeño đóng tại Caicara del Orinoco. Khự tự quản Cedeño có diện tích 46020 km2, dân số theo điều tra dân số ngày 21 tháng 10 năm 2001 là 57917 người.